# HD 136479
HD 136479，又名BD-05 4057，SAO 140474、HR 5707，是一颗恒星，视星等为5.54，位于銀經356.23，銀緯41.06，其B1900.0坐标为赤經15h 15m 50.5s，赤緯-5° 41.06′ 50″。